# Palazzo Dusit

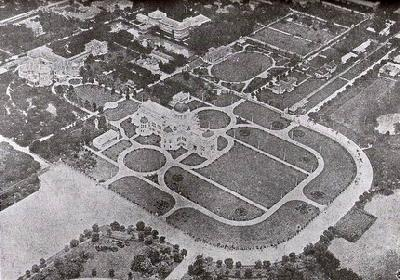
Vista aerea di Palazzo Dusit attorno al 1940

Il Palazzo Dusit (in lingua thai พระราชวังดุสิต, trascrizione RTGS Phra Ratcha Wang Dusit, letteralmente palazzo reale celestiale) è una zona che comprende un complesso di residenze reali nell'omonimo distretto Dusit di Bangkok, in Thailandia. Fu fatto costruire tra il 1897 e il 1901 dal re Chulalongkorn (Rama V). Chiamato in origine Wang Suan Dusit (Palazzo del giardino Dusit), alcuni dei suoi palazzi sono diventati il domicilio dei re di Thailandia Chulalongkorn, Vajiravudh (Rama VI), Prajadhipok (Rama VII), Bhumibol Adulyadej (Rama IX) e dell'odierno sovrano Vajiralongkorn (Rama X), anche se la residenza ufficiale è sempre rimasta nel Grande palazzo reale. Palazzo Dusit si estende su un'area di 64.749 m² e comprende 13 diverse residenze reali.

## Storia

### Premesse

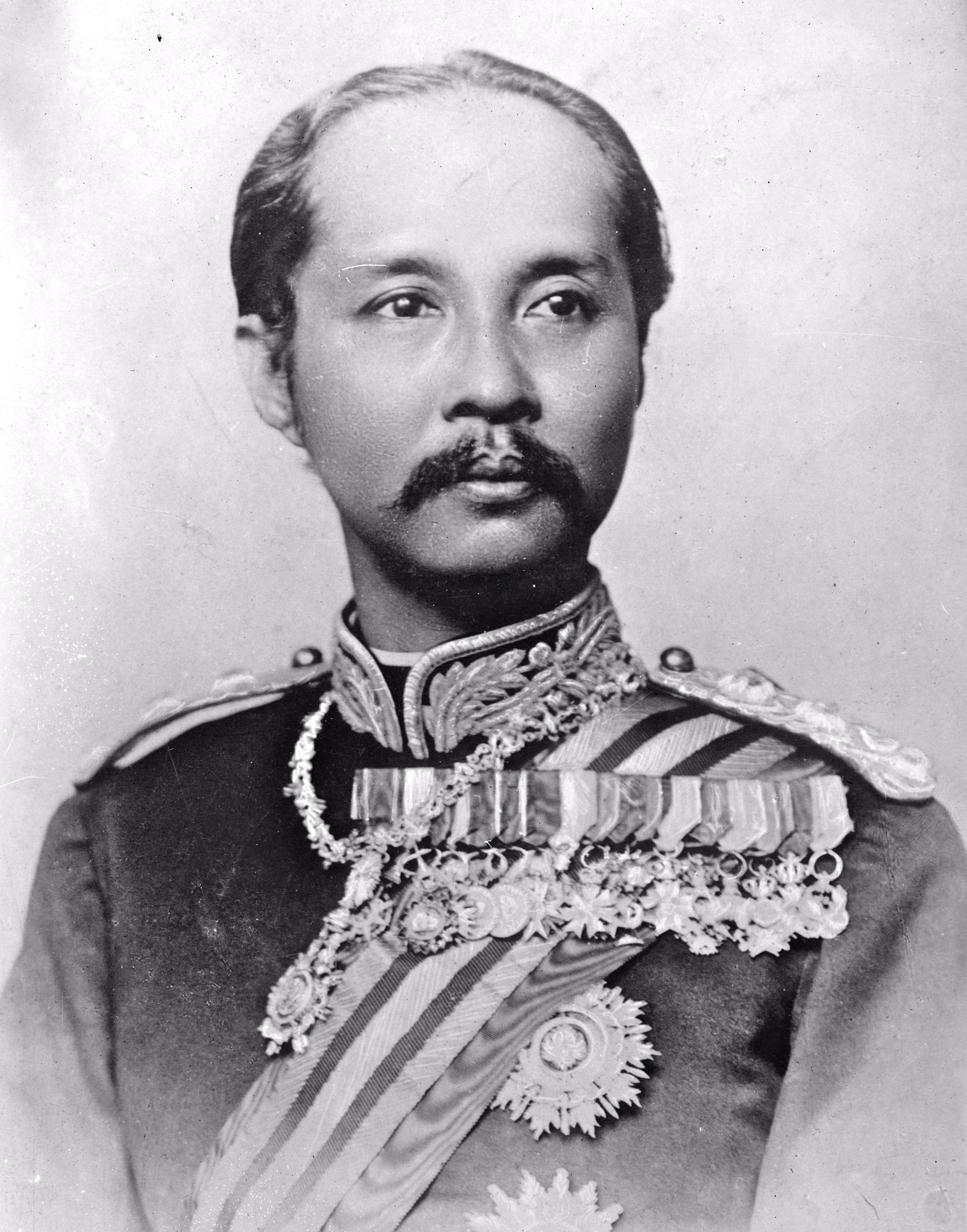
Re Chulalongkorn (Rama V)

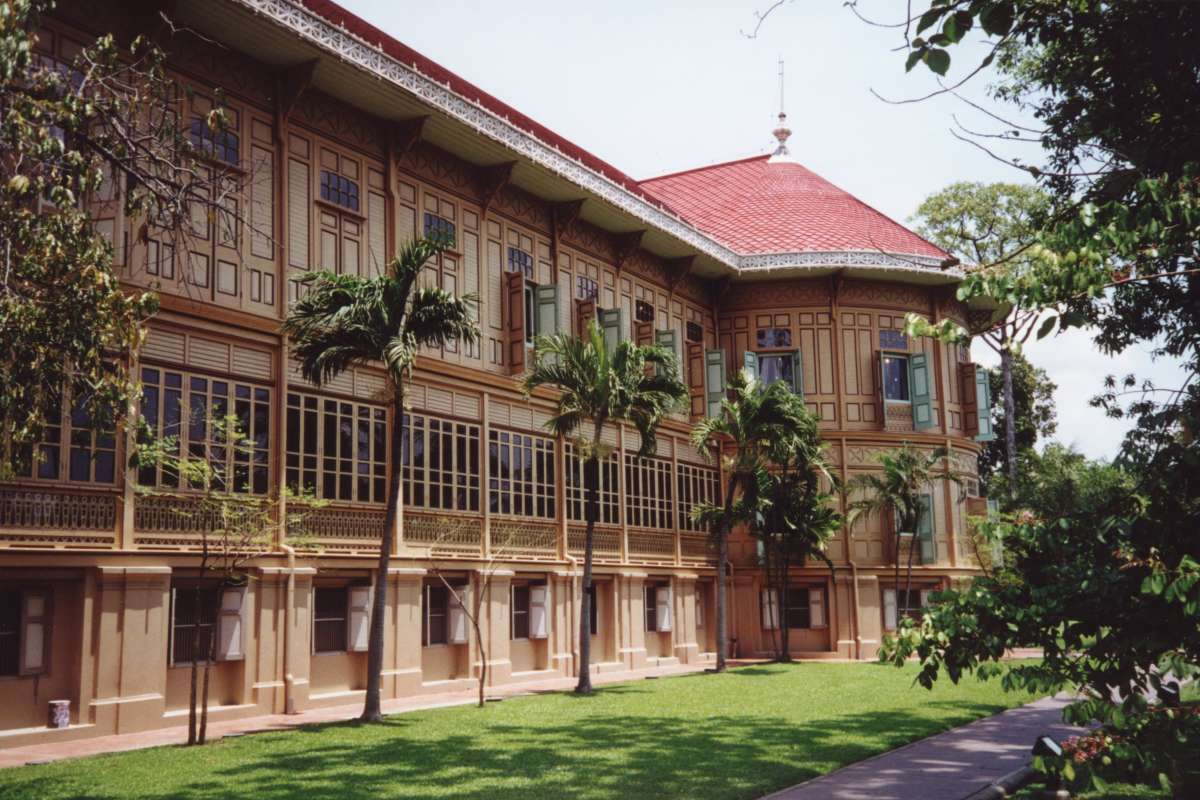
Palazzo Vimanmek

Dalla fondazione di Bangkok e della dinastia Chakri nel 1782 da parte del capostipite Rama I, i re del Siam risiedettero al Grande palazzo reale, un complesso di edifici situato lungo il fiume Chao Phraya e al centro dell'isola di Rattanakosin, nucleo attorno a cui si è sviluppata Bangkok. Oltre ad ospitare il re, le sue varie mogli, i loro moltissimi figli e la servitù, divenne anche la sede del governo. Durante il regno di Chulalongkorn, il Grande palazzo reale fu oggetto di una grande ristrutturazione e sensibilmente ampliato per ammodernarlo e per il maggior conforto della crescente popolazione che vi abitava e lo utilizzava. Dopo la ricostruzione divenne ancora più popolato, in particolare nel cortile interno riservato al re, alla sua famiglia e al personale femminile. I nuovi edifici contribuirono a surriscaldare l'ambiente e a ridurre la circolazione di aria, con gravi disagi soprattutto nei mesi più caldi e con il rischio di epidemie. Il re, che amava fare lunghe passeggiate, non si sentiva a suo agio con queste condizioni e spesso si recò in visita nelle province anche per avere sollievo.

### Costruzione
Chulalongkorn ebbe l'idea di costruire la propria nuova abitazione con spaziosi giardini nella periferia durante la sua visita di Stato in diversi Paesi europei nel 1897. Al ritorno diede subito ordine di costruire il complesso in un luogo che gli permettesse di raggiungerlo a piedi dal Grande palazzo reale. Acquistò diversi terreni agricoli tra i canali Padung Krung Kasem e Samsen e diede a quest'area il nome Suan Dusit, letteralmente "giardino celestiale". Il primo palazzo ad essere costruito fu una struttura in legno ad un solo piano, che utilizzò occasionalmente con la propria famiglia. Nel 1901 fu inaugurato il Palazzo Vimanmek, una struttura a tre piani che è la più vecchia fra quelle rimaste a Dusit e il più grande edificio al mondo costruito esclusivamente in teak, residenza del re dal 1901 al 1906, quando fu ultimata nel complesso la Villa Amphorn Sathan. Originalmente costruito nell'isola di Ko Sichang in provincia di Chonburi, il Palazzo Vimanmek fu smontato e ricostruito a Dusit.
Furono quindi approntati progetti per alcuni nuovi edifici residenziali e fu dato il via ai lavori sotto la supervisione del principe Narisara Nuvadtivongs, fratello del re, e dell'architetto tedesco Sandreczki; la squadra di tecnici impiegati fu composta esclusivamente da europei. Quando il re iniziò a trascorrere più tempo a Dusit di quanto ne trascorresse al Grande palazzo reale, la zona fu ribattezzata Wang Dusit, "residenza celestiale".

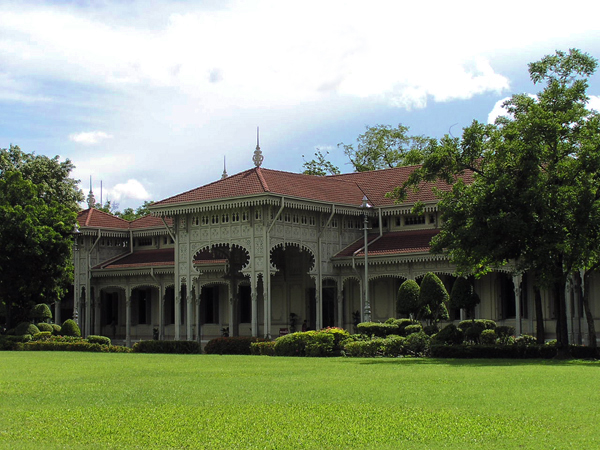
La sala del trono Abhisek Dusit, costruita nel 1908 per le udienze e feste reali

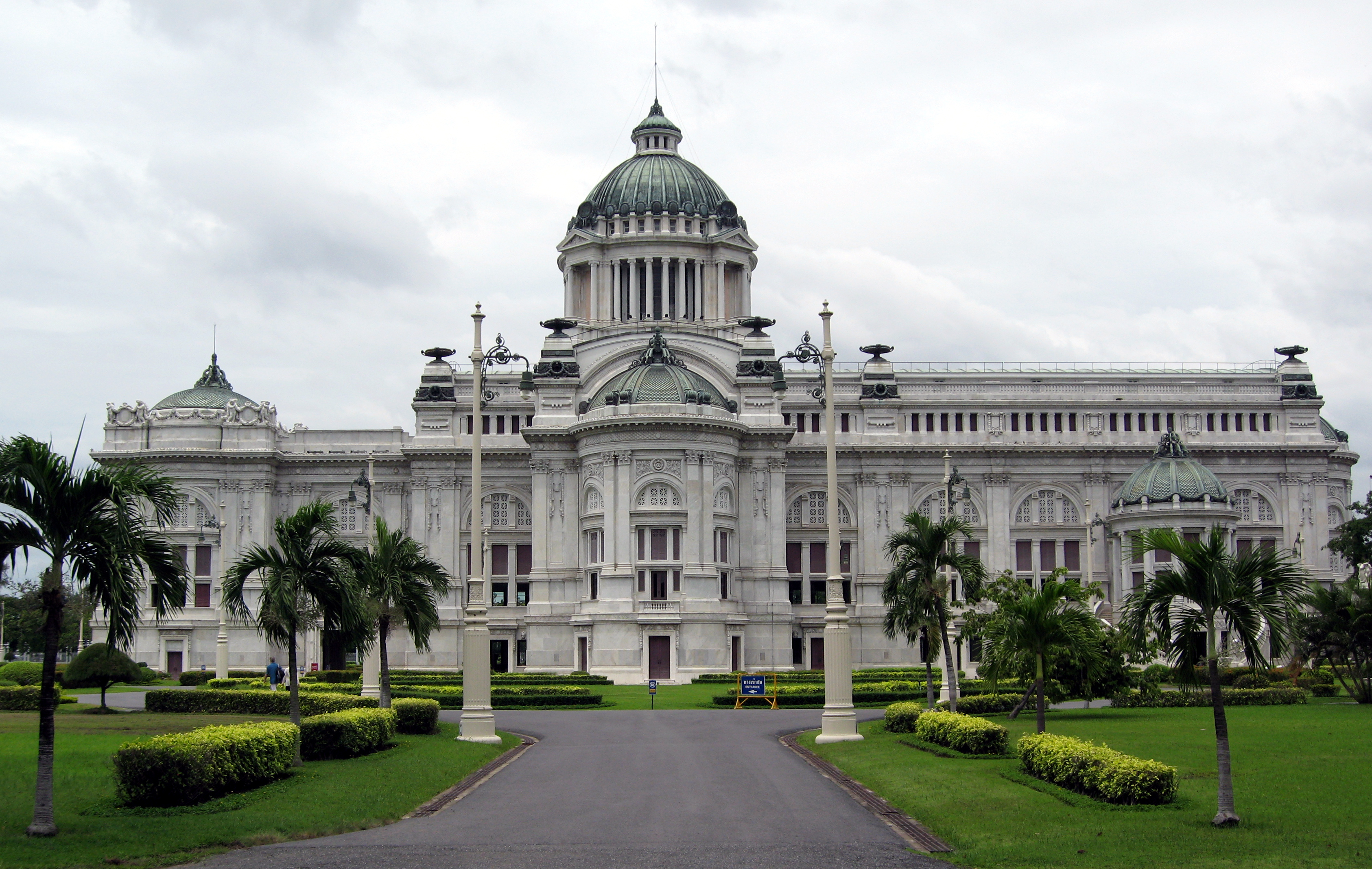
Facciata nord della sala del trono Ananta Samakhom, costruita nel 1908 per le sole udienze reali

Oltre a fare passeggiate, il re iniziò anche a recarsi in bicicletta dal Grande palazzo a Dusit accompagnato da membri della sua corte, con escursioni che duravano anche tutta la giornata. Il percorso tra i due luoghi fu sviluppato e divenne thanon Ratchadamnoen, letteralmente "viale della processione reale". Il viale affianca la piazza reale situata sul lato nord del Grande palazzo, piega a est fino a raggiungere le mura e il canale che delimita l'isola di Rattanakosin e torna quindi a dirigersi a nord fino a Dusit. La costruzione di Dusit e del Ratchadamnoen riveste uno speciale significato per l'urbanistica della capitale, promuovendo l'espansione a nord della città fino ad allora sviluppatasi quasi unicamente all'interno delle mura che proteggevano Rattanakosin.
Al ritorno dal suo secondo viaggio in Europa, Chulalongkorn fece espandere Dusit verso nord con un nuovo grande giardino che fu chiamato Suan Sunandha (สวนสุนันทา) in onore della sua prima consorte la regina Sunandha Kumariratana, che era morta nel 1880. In questo giardino furono costruite le abitazioni di altre consorti del re e dei loro figli. Il sovrano visse nella Villa Amphorn Sathan di Dusit fino alla morte, avvenuta nel 1910 per complicazioni renali.

### Regni di Rama VI, Rama VII e Rama VIII

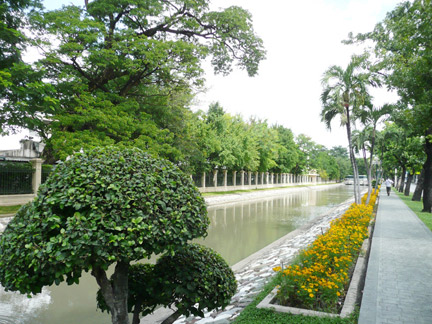
Il fossato che circonda Palazzo Chitralada, abitazione reale fatta costruire nel 1913 e diventata il domicilio di re Bhumibol Adulyadej e famiglia

Il successore di Rama V, il figlio Vajiravudh (Rama VI) acquistò a est di Dusit dei terreni dove fece approntare il giardino Suan Chitralada (สวนจิตรลดา), situato tra Dusit e il Palazzo Phaya Thai. Al suo interno fece costruire la villa Phra Thamnak Chitralada Rahothan (พระตำหนักจิตรลดารโหฐาน) detta anche Palazzo Chitralada. Nel 1925, il fratello e successore di Vajiravudh, re Prajadhipok (Rama VII), decretò l'incorporazione del giardino nel complesso di Palazzo Dusit. Nel periodo della sua massima estensione, Dusit occupò un'area di 768.902 m², ma con il colpo di Stato conosciuto come Rivoluzione siamese del 1932, che costrinse Rama VII a concedere la costituzione e che ridusse drasticamente i poteri della monarchia, una parte dei suoi terreni furono espropriati e destinati al fabbisogno del governo costituzionale. La sala del trono Ananta Samakhom divenne la sede del Parlamento thailandese.
Con l'abdicazione di Rama VII nel 1935, il trono fu assegnato al nipote Ananda Mahidol (Rama VIII), un bambino di 10 anni che era residente in Svizzera con la madre, il fratello e la sorella. Il nuovo re tornò a Bangkok con la famiglia per la cerimonia di investitura e soggiornò temporaneamente a Palazzo Chitralada, prima di tornare in Svizzera per completare gli studi. I terreni di Khao Din Wana (เขาดินวนา) nella zona est di Dusit furono ceduti nel 1938 all'amministrazione comunale dal re Ananda Mahidol (Rama VIII) per creare un parco pubblico, che in seguito divenne l'odierno zoo Dusit.
La famiglia reale tornò per una nuova visita a Bangkok nel dicembre 1945 e soggiornò nel Palazzo Bormmapiman, che fa parte del Grande palazzo reale. Pochi giorni prima del nuovo rientro in Svizzera, il 9 giugno 1946 Rama VIII morì in circostanze mai chiarite e fu nominato re il fratello diciannovenne Bhumibol Adulyadej (Rama IX), che a sua volta tornò in Svizzera per completare gli studi.

### Regno di Rama IX
Nel 1950, Rama IX tornò in Thailandia e andò ad abitare in Villa Amporn Sathan, quello stesso anno sposò la regina Sirikit e fu incoronato. Subito dopo tornò per l'ultima volta in Svizzera per motivi di salute e rientrò definitivamente in Thailandia nel dicembre 1951, trasferendosi al Palazzo Chitralada. Poco dopo ordinò il restauro del palazzo e andò a vivere nuovamente in Villa Amporn Sathan fino al termine del restauro. Il 31 ottobre 1957 la famiglia reale si trasferì definitivamente a Palazzo Chitralada, che rimase il domicilio permanente del re fino alla morte avvenuta il 13 ottobre 2016, anche se negli ultimi anni di vita le precarie condizioni di salute lo costrinsero molto spesso a lunghe degenze ospedaliere.
Nel 1970 il Parlamento thailandese chiese al re un nuovo lotto di terreno per costruire una nuova sede del Parlamento stesso, in quanto Ananta Samkhom era diventata troppo piccola per ospitare i suoi membri, che erano aumentati, e le loro segreterie. Il re concesse un appezzamento situato sul lato nord di Dusit dove fu costruito l'edificio richiesto. Quando fu completato, la sala del trono Ananta Samkhom fu riconsegnata alla monarchia e tornò a far parte ufficialmente di Palazzo Dusit.

### Regno di Rama X
Il nuovo re Vajiralongkorn (Rama X) ha scelto come domicilio permanente Villa Amporn Sathan, dove già viveva prima della morte del padre Bhumibol.

## Descrizione
Al pari di altri palazzi reali thailandesi del passato, Palazzo Dusit è suddiviso in tre zone, il cortile interno, centrale ed esterno. Al contrario del Grande palazzo reale, i cortili di Palazzo Dusit non sono circondati da mura ma sono separati da canali e giardini. Rama V assegnò ad ognuna delle proprie consorti e ai loro figli diversi palazzi e giardini. Si accede ad ogni giardino da un cancello in cui le scritte sono state realizzate con porcellana bianca e blu tipica della tradizione cinese e scelta personalmente dal sovrano. I nomi dei cancelli sono riferiti a persone o animali mentre ai vialetti che li collegano sono stati dati nomi di fiori.

### Edifici principali

Mappa di Palazzo Dusit. L'area evidenziata in verde scuro è quella corrispondente all'odierno complesso, quella in verde chiaro rappresenta le aree cedute che facevano parte di Palazzo Dusit

- Palazzo Vimanmek (1901) – La più vecchia struttura di Dusit e il più grande edificio al mondo costruito in teak, che con i suoi arredamenti e oggettistica originali è diventato un museo.[2]
- Sala del trono Abhisek Dusit (1904) – Costruita per i banchetti e le feste reali, ospita oggi il museo thai dell'artigianato.
- Villa Amphorn Sathan (1906) – Maggiore edificio residenziale del complesso, è il domicilio abituale di re Vajiralongkorn.
- Sala del trono Ananta Samakhom (1908) – Costruita per le udienze del re, fu sede del Parlamento nazionale dal 1932 al 1974.
- Palazzo Chitralada (1913) – Domicilio di re Bhumibol Adulyadej dal 1957 al 2016, odierno domicilio ufficiale della regina Sirikit.

### Edifici minori
- Villa Suan Si Ruedu
- Villa Suan Hong
- Suan Nok Mai
- Villa Suan Bua
- Villa della principessa Bussabun Bua-Phan
- Villa della principessa Arun-Wadi
- Villa della principessa Puang Soi Sa-ang
- Villa della principessa Orathai Thep Kanya
- Villa di Krom Luang Vorased Thasuda
- Villa Tamnak Suan Farang Kangsai
- Villa Tamnka Suan Phudtan
- Villa Tamnak Hor
- Palazzo Paruskavan
- Palazzo Suan Kularb